# ブロック大学
ブロック大学（英語: Brock University 又は BrockU）は、オンタリオ州、セントキャサリンズに本部を置くカナダの州立総合大学。1964年創立、1964年大学設置。大学の略称はBrockU。
大学の名称は、米英戦争中のイギリス軍人、アイザック・ブロックにちなむ。